# Stewart Wood, Baron Wood of Anfield

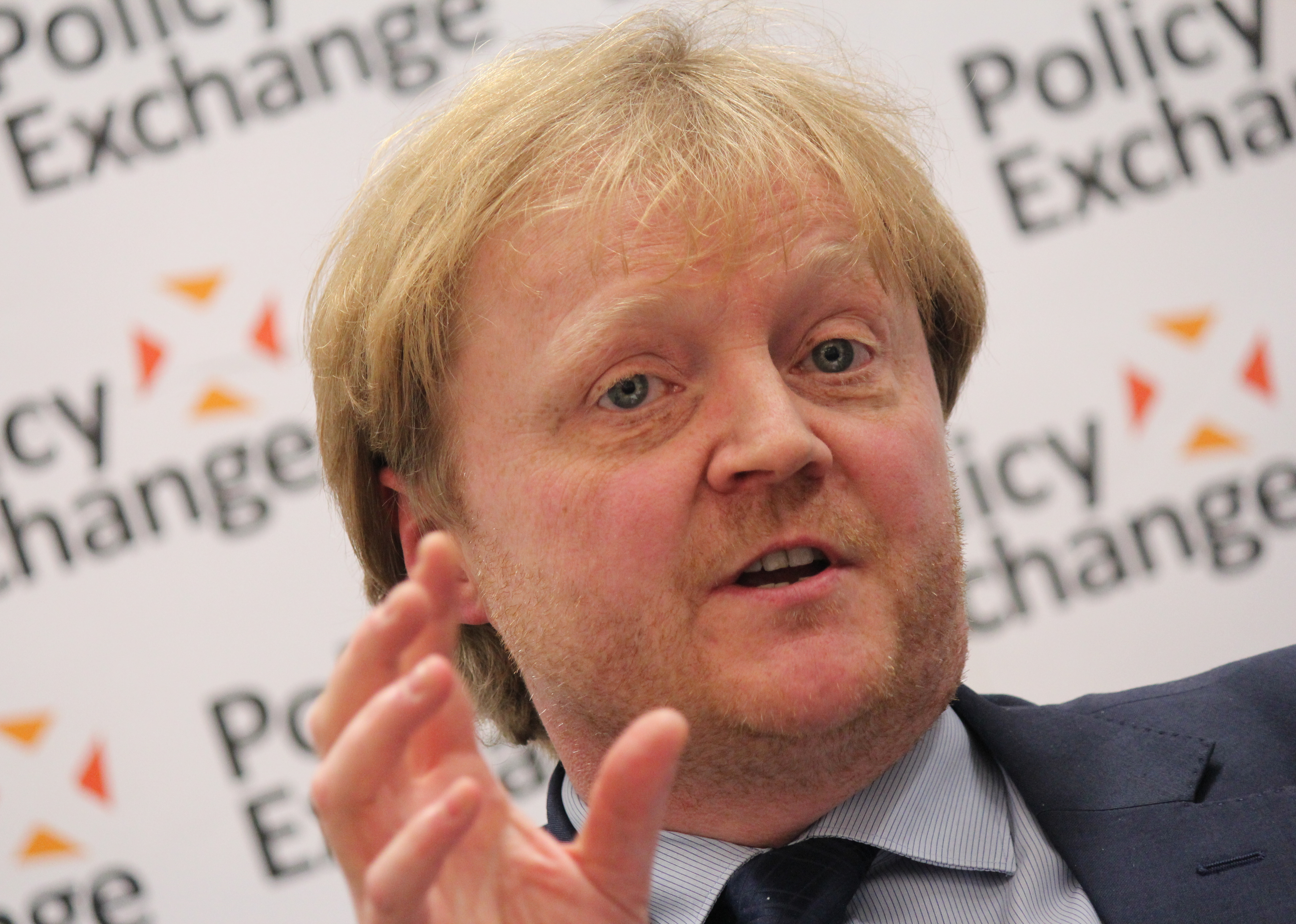
Stewart Wood, Baron Wood of Anfield (2015)

Stewart Martin Wood, Baron Wood of Anfield (* 25. März 1968) ist ein britischer Politiker der Labour Party, der seit 2011 als Life Peer Mitglied des House of Lords ist.

## Leben
Nach dem Schulbesuch absolvierte Wood ein Studium der Politikwissenschaften und war nach Abschluss des Studiums selbst als Fellow und Tutor für Politikwissenschaften am Magdalen College der University of Oxford tätig.
2010 leitete er den parteiinternen Wahlkampf von Ed Miliband für die erfolgreiche Wahl zum Vorsitzenden der Labour Party am 25. September 2010. In der Folgezeit war er Strategischer Berater Milibands in dessen Funktion als Führer der Opposition (Leader of the Opposition) im House of Commons.
Am 15. Januar 2011 wurde Wood durch ein Letters Patent als Life Peer mit dem Titel Baron Wood of Anfield, of Tonbridge in the County of Kent, in den Adelsstand erhoben und ist seit dem 18. Januar 2011 nach seiner Einführung (Introduction) Mitglied des House of Lords. Als solcher wurde er von Ed Miliband in das Schattenkabinett der Labour Party berufen, und übernahm in diesem das Amt eines „Schattenministers“ ohne Geschäftsbereich und Sprecher der Opposition für das Cabinet Office.